# FKイェウパトーリヤ
FKイェウパトーリヤ（ロシア語: Футбольный клуб «Евпатория»）は、クリミア半島のイェウパトーリヤをホームタウンとするサッカークラブである。

## 歴史
クラブは2015年2月、イェウパトーリヤサッカー連盟会長のРомана Тихончукаの主導で創設された。
2017年5月9日、クリミア・カップで初優勝し、クラブ初のタイトルを獲得した。

## 過去の成績
| シーズン | リーグ                   | 順位 | 試 | 勝 | 分 | 敗 | 得 | 失 | 差  | 点 |
| -------- | ------------------------ | ---- | -- | -- | -- | -- | -- | -- | --- | -- |
| 2015-16  | クリミア・プレミアリーグ | 4位  | 28 | 12 | 4  | 12 | 42 | 35 | +7  | 40 |
| 2016-17  | クリミア・プレミアリーグ | 3位  | 28 | 15 | 3  | 10 | 64 | 36 | +28 | 48 |

出典

## 獲得タイトル
- クリミア・カップ：1回
  - 2016-17